# Coptotettix rugosus
Coptotettix rugosus är en insektsart som först beskrevs av Hancock, J.L. 1904.  Coptotettix rugosus ingår i släktet Coptotettix och familjen torngräshoppor. Inga underarter finns listade i Catalogue of Life.